# 多治見市立平和中学校
多治見市立平和中学校（たじみしりつへいわちゅうがっこう）は、岐阜県多治見市脇之島町にある公立中学校である。

## 沿革
- 1947年（昭和22年）4月1日 -　多治見市立平和中学校が開校。昭和小学校の校舎の一部を仮校舎とする。小泉小学校に小泉分校、池田小学校に池田分校を設置。
- 1948年（昭和23年）4月1日 - 小泉分校が小泉中学校として分立。池田分校を廃止。
- 1949年（昭和24年）
  - 2月 - 昭和小学校の隣接地に校舎が完成。
  - 10月 - 校舎を増築する。
- 1952年（昭和27年）4月1日 - 滝呂小学校に滝呂分校を設置。
- 1954年（昭和29年）4月1日 - 滝呂分校が南ヶ丘中学校として分離する。
- 1962年（昭和37年）12月 - 現在地に校舎が完成し、移転。
- 1967年（昭和42年）1月 - 屋内運動場が完成。
- 1973年（昭和48年）8月 - プールが完成。

## 住所・所在地
- 岐阜県多治見市脇之島町1丁目1番地

## 通学区域[1]
- 新町1丁目、2丁目
- 金山町
- 昭和町
- 末広町
- 青木町
- 広小路1丁目、2丁目、3丁目
- 御幸町1丁目、2丁目、3丁目
- 錦町1丁目、2丁目、3丁目、4丁目
- 三笠町1丁目、2丁目、3丁目、4丁目
- 太平町1丁目、2丁目、4丁目
- 平和町1丁目、2丁目、3丁目、4丁目、5丁目、6丁目、7丁目、8丁目
- 本町1丁目、2丁目（１、56、70を除く）
- 栄町1丁目、2丁目、3丁目
- 田代町1丁目、2丁目、3丁目
- 前畑町1丁目、2丁目、3丁目、4丁目、5丁目
- 池田町1丁目、2丁目、3丁目、4丁目、5丁目、6丁目、7丁目、8丁目、9丁目、10丁目
- 月見町1丁目、2丁目、3丁目
- 富士見町1丁目、2丁目、3丁目、4丁目、5丁目
- 廿原町
- 三の倉町
- 諏訪町
- 脇之島町1丁目（19を除く）、2丁目（2から6を除く）、8丁目（1から3、5から8、11、14、17から20、29、30、43、51から55、5から61、74、78から87、96、99、102、104、111、117から121、125を除く）
- 京町1丁目、2丁目、3丁目、4丁目、5丁目、6丁目
- 音羽町2丁目（中央本線以南）

## 進学前小学校
- 池田小学校
- 昭和小学校
- 脇之島小学校